# Blå rummet (Vita huset)

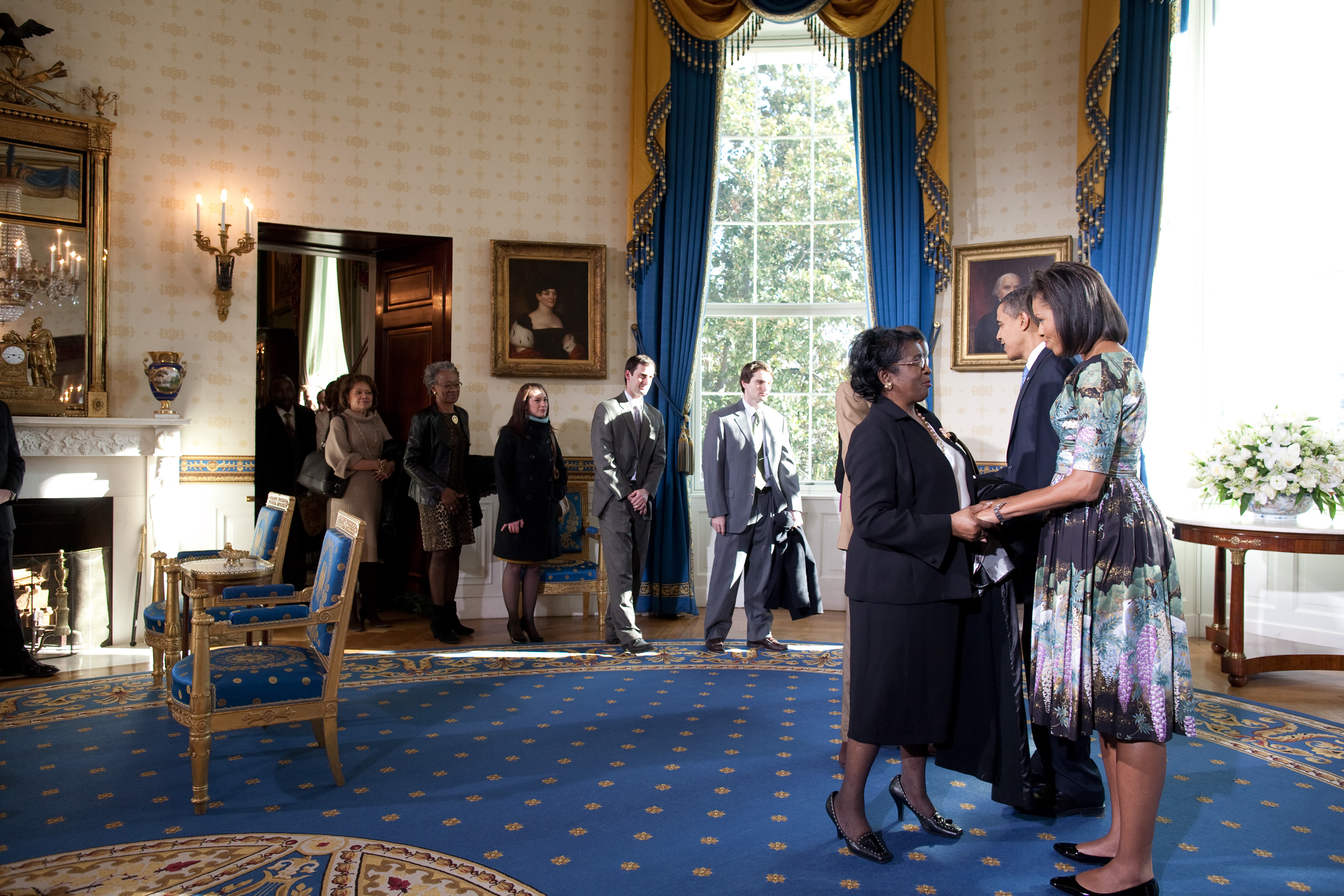
Barack och Michelle Obama tar emot gäster i Blå rummet, 21 januari 2009

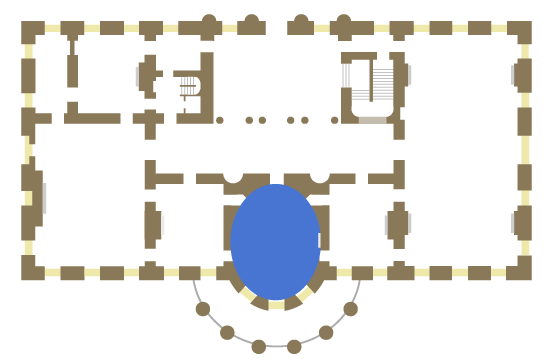
Skiss över representationsvåningen

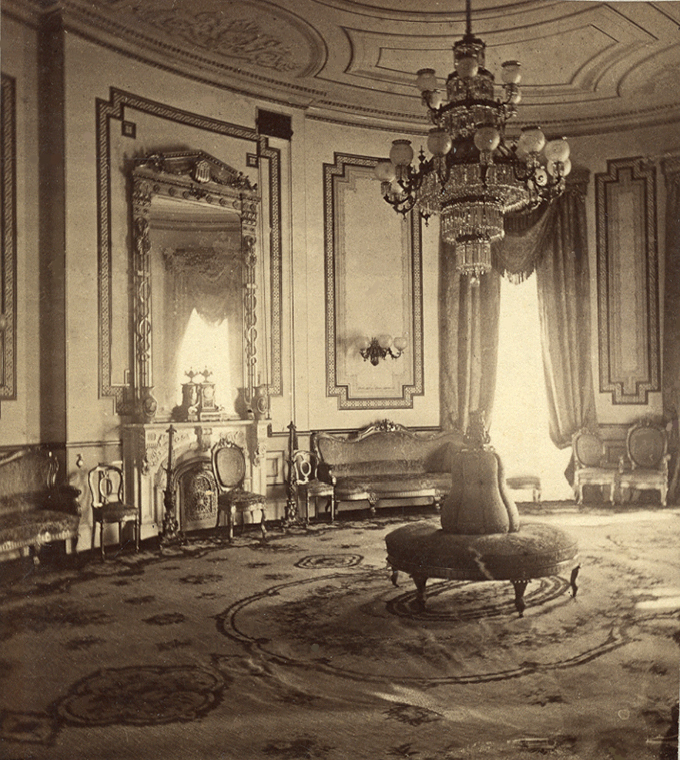
Blå rummet på Ulysses S. Grants tid på 1870-talet

Blå rummet är ett sällskapsrum i representationsvåningen, en trappa upp, direkt ovanför den gula Ovala salongen, i Vita huset i Washington D.C. i USA. Den är ett av tre representationsrum i fil, som vetter åt söder och ligger mellan gröna salongen och röda salongen. På andra sidan om gröna salongen ligger det största representationsrummet, East Room.
Blå rummet har en markerad ellipsoid form med en längdaxel på 12,2 meter och en tväraxel på 9,1 meter. Det ligger direkt ovanför det ovala "Diplomatic Reception Room" på våningen under samt direkt under det ovala "Yellow Oval Room" på översta våningen, medan det rum som på svenska kallas Ovala rummet (presidentens ceremoniella arbetsrum) ligger i Vita Husets västra flygel. Det har från början använts som mottagningsrum, med undantag under en period under John Adams tid, då var en entréhall under en renovering. Efter nedbränningen av staden Washington 1814 renoverades rummet i fransk empirstil med möbler i förgylld trä, som importerades från Frankrike. Åtta delar av detta möblemang, samt ett salongsur i förgyllt brons, finns fortfarande kvar i rummet.
Den blå färgen introducerades 1837 under presidenten Martin Van Buren. Under 1990-talets första hälft renoverades salen, varvid den safirblåa färgen i draperier och möbeltyg från 1800-talets första hälft behölls. 

## Bildgalleri

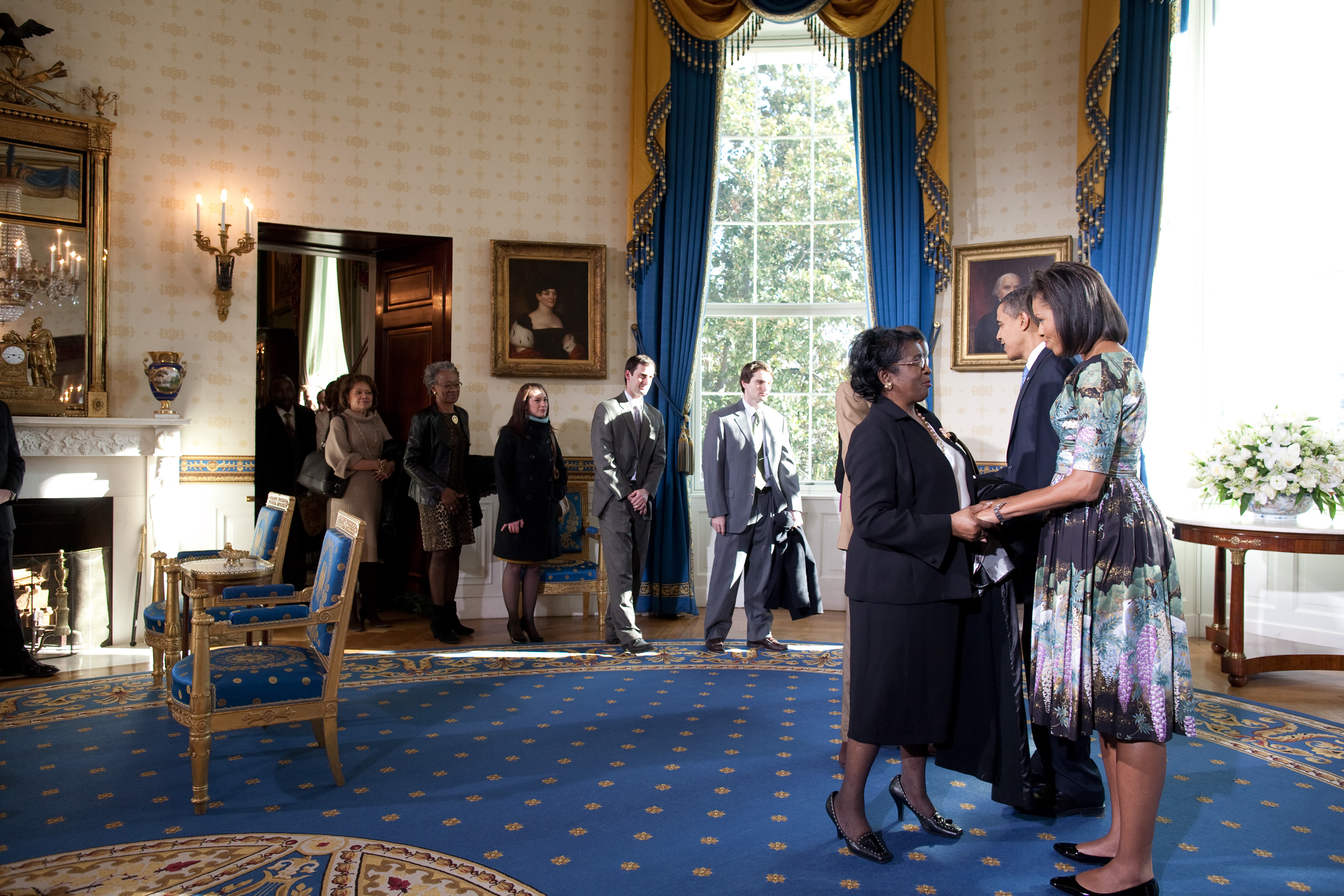
Barack och Michelle Obama tar emot gäster i Blå rummet, 21 januari 2009
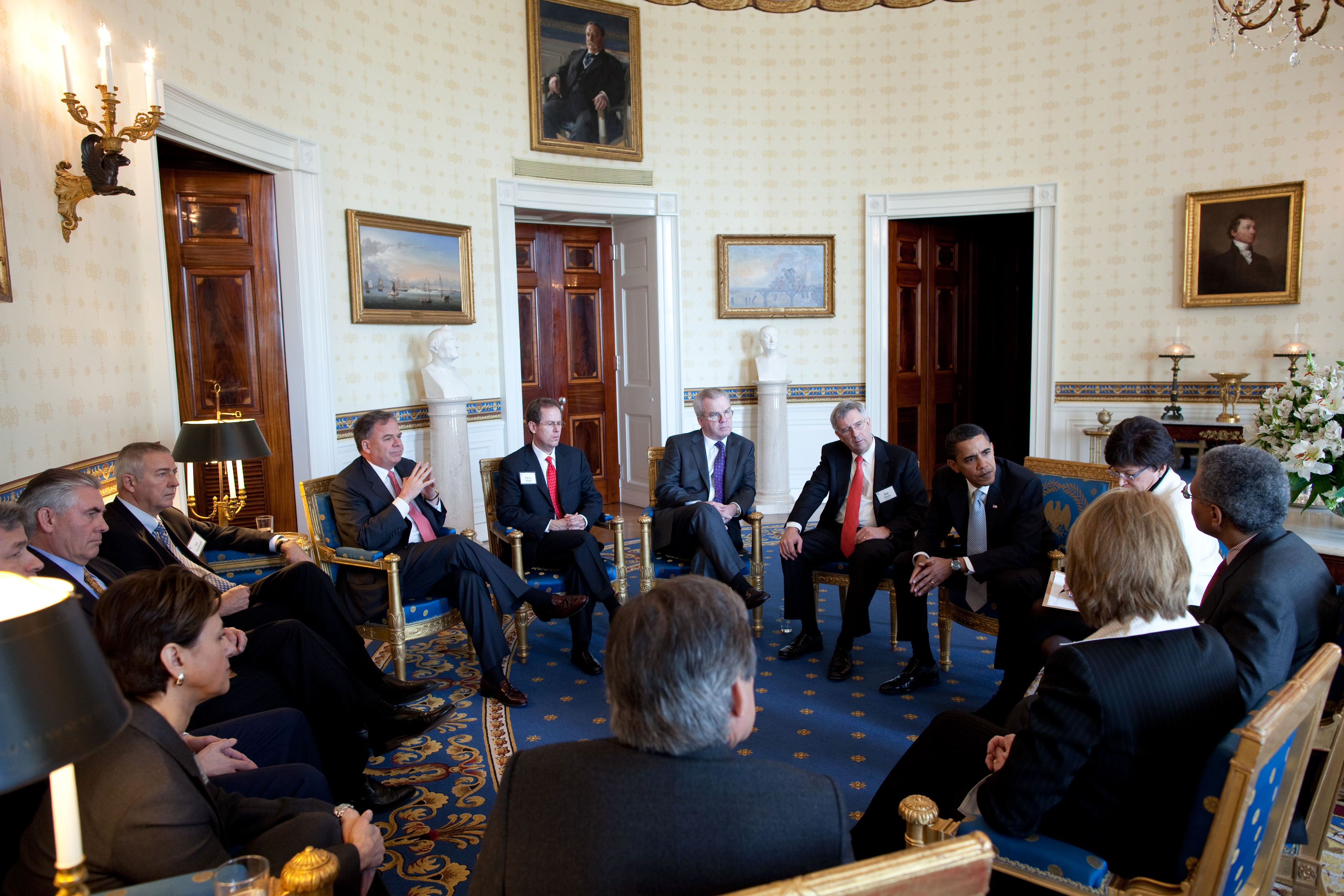
Barack Obama i möte med företagsledare i Blå rummet, februari 2009
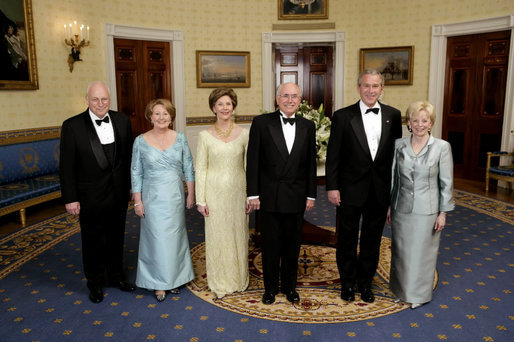
Dåvarande president George W. Bush, Barbara  Bush, vicepresidenten Dick Cheney, Lynne Cheney, Australiens premiärminister John Howard och Janette Howard i Blå rummet 2006
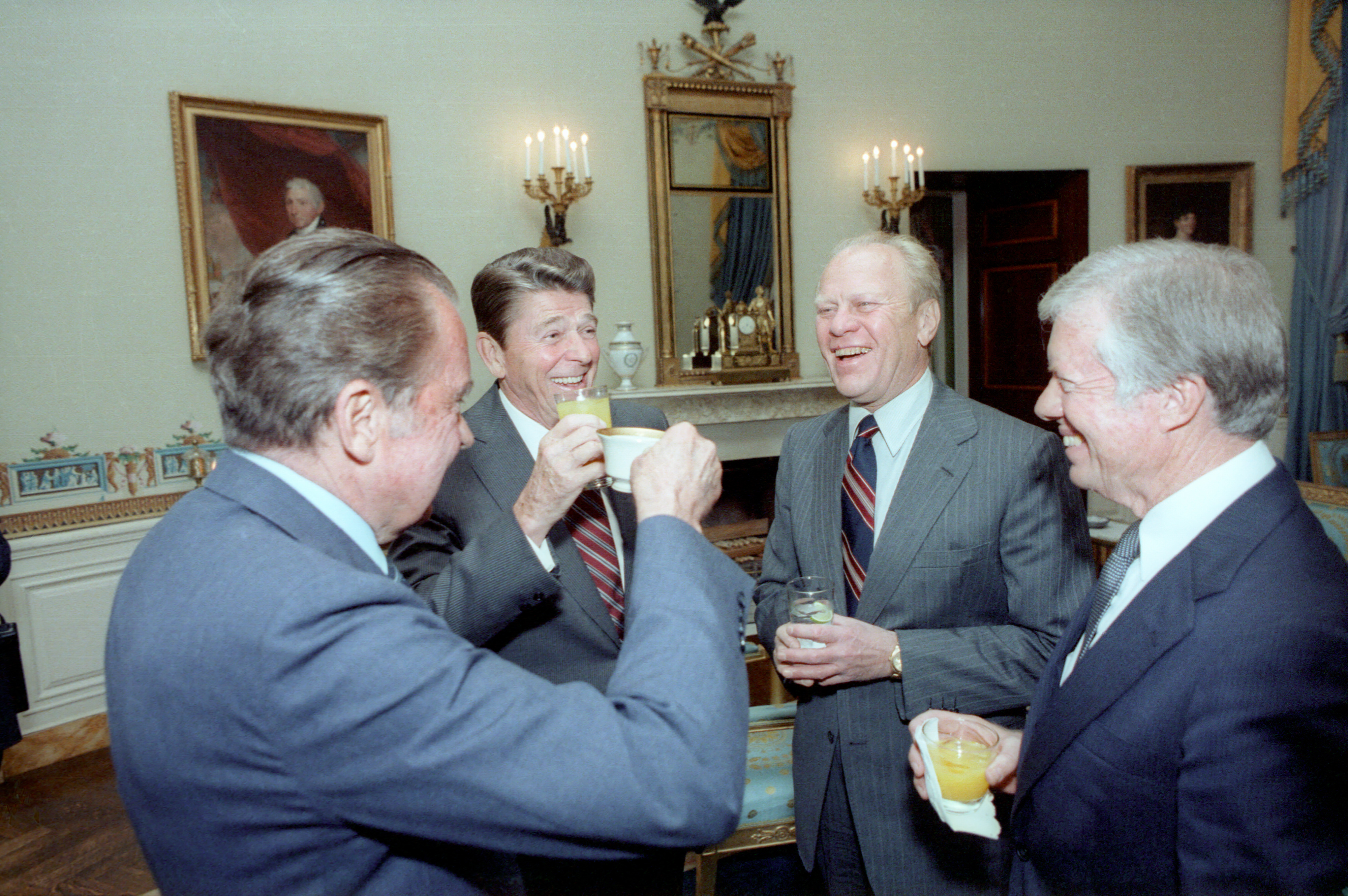
Richard Nixon, Gerald Ford, Jimmy Carter, och Ronald Reagan i Blå rummet, 1981